# Anthony Gargrave
Pour les articles homonymes, voir Gargrave.
Anthony John Gargrave (16 juin 1926-7 janvier 1998) est un homme politique canadienne de la Colombie-Britannique. Il est député provincial social-démocrate et néo-démocrate de la circonscription britanno-colombienne de Mackenzie de 1952 à 1966.

## Biographie
Né à Londres, Gargrave arrive au Canada rejoindre son frère Herbert, qui représente également la circonscription de Mackenzie de 1941 à 1949, lorsque survient les bombardements de Londres pendant la Seconde Guerre mondiale. Il poursuit son éducation à Vancouver et s'engage dans l'Armée canadienne pour servir outremer en 1945,.
Après le conflit, il travaille dans des camps de bûcherons. Durant ses mandats de député, il étudie le droit au Collège Victoria et à l'université de la Colombie-Britannique. Suite à sa défaite en 1966, il pratique le droit à Vancouver et à Gibson's Landing.
Gargrave meurt à Vancouver en janvier 1998 à l'âge de 71 ans,.